# Hüseyin Alp
Hüseyin Alp (Kangal, 12 maggio 1935 – Istanbul, 8 gennaio 1983) è stato un cestista e attore turco.

## Carriera
Con la Turchia ha disputato i Campionati europei del 1971.

## Palmarès
- Campionato turco: 6

Altınordu: 1966-67
İTÜ Istanbul: 1967-68, 1969-70, 1970-71, 1971-72, 1972-73